# Groupe Beltrame
Pour les articles homonymes, voir Beltrame.
 (avril 2009).
Si vous disposez d'ouvrages ou d'articles de référence ou si vous connaissez des sites web de qualité traitant du thème abordé ici, merci de compléter l'article en donnant les références utiles à sa vérifiabilité et en les liant à la section « Notes et références ».
La société Beltrame est une entreprise sidérurgique italienne.

## Historique
Beltrame est une société familiale créée en 1896 à Vicence en Italie du Nord par Antonio Beltrame.
Au cours des années 1920 ont été créées les aciéries « Ferriere Vicentine ». Elles se sont développées et durant les années 1930, de nouveaux choix de production se sont accompagnés d'une croissance importante et d'une réorganisation commerciale, permettant à l'entreprise de couvrir l'ensemble du marché italien. Avec la mondialisation et l'ouverture des marchés internationaux, les aciéries Ferriere Vicentine (AFV) Beltrame se sont orientées dans les années 1950 vers la production de laminés marchands pour le bâtiment, de structures en fer pour les ouvrages de génie civil et les constructions industrielles, l'industrie mécanique et les chantiers navals.
Dans la seconde moitié des années 1960, la direction de l'entreprise est passée aux mains de Giancarlo Beltrame, toujours président du groupe. Les aciéries ont alors eu pour objectif de se doter de structures de production leur permettant d'exploiter les économies d'échelle garanties par la technologie, tout en développant leur réseau de distribution et leur service marketing. La présence de l’entreprise s’est alors renforcée en Italie et développée à l’étranger, dans le cadre de la coopération entre les pays de la Communauté économique européenne (CEE). En 1976, toute l'activité de production a été transférée dans la nouvelle aciérie, située dans la zone industrielle de Vicence.
Au cours des années 1980, durant lesquelles est apparue la haute technologie, plusieurs usines sidérurgiques ont été acquises par le groupe, notamment celles situées à Marghera et à San Giorgio di Nogaro. En 1994, une étape fondamentale a été franchie dans la conquête du leadership européen dans le secteur de production du groupe avec l'acquisition du bloc de contrôle de LME (Laminés marchands européens SA) et de ses sociétés contrôlées, son principal concurrent, complémentaire, sur le plan géographique européen. Cette acquisition a été suivie, en 2002, par celle de l'entreprise sidérurgique « Ferrero », son principal concurrent sur le marché italien. Situé dans le centre historique, géographique et opérationnel de la sidérurgie européenne, le groupe a réalisé d'importantes synergies technologiques en réunissant, dans une culture de groupe plus riche, divers patrimoines d'entreprises, de technologies et de marchés européens.

## Positionnement
Le groupe Beltrame est désormais le leader européen dans la production de laminés marchands. Il est composé de plusieurs structures, sur l’ensemble du territoire européen. Les installations, dont la capacité de production atteint environ 3 millions de tonnes, comprennent trois aciéries à four électrique et onze laminoirs. La répartition géographique du groupe est particulièrement avantageuse par rapport aux zones de consommation des produits et d'approvisionnement des matières premières. Le groupe Beltrame est présent, sur le plan commercial, sur tous les marchés européens et dans le bassin méditerranéen par le biais de sociétés liées, d'agents ou de forces de vente internes qui sont constamment en contact avec les clients et les principaux utilisateurs directs. Plus de deux mille salariés travaillent désormais pour le groupe.
Le chiffre d’affaires du groupe augmente d’années en années, pour atteindre 1,44 milliard d’euros en 2006, soit 2,8 millions de tonnes. Le résultat, en 2006, s’est élevé à 87 millions d’euros, pour l’ensemble du groupe. Ces chiffres-clés montrent la croissance importante du groupe, leader européen dans le secteur des laminés marchands utilisés dans le bâtiment, les structures en fer pour les ouvrages de génie civil et les constructions industrielles, l'industrie mécanique et les chantiers navals. La recherche continue, la mise au point de solutions innovantes et le fait de placer l'économie d'énergie au centre des préoccupations de l'entreprise constituent les caractéristiques fondamentales du groupe, en constante expansion. Il dispose d'un parc de machines considérable, constamment modernisé afin de répondre aux exigences de qualité et de réaliser les usinages les plus complexes.